# Apologie du terrorisme
L'apologie du terrorisme ou l'incitation aux actes de terrorisme (incitement to terrorism en anglais) est toute action de communication publique présentant sous un jour favorable des actes terroristes, ou ceux qui les ont commis. La justification de tels actes est également considérée comme une apologie. Cet acte peut être perpétré à travers tout type de média notamment depuis des réseaux sociaux sur internet.

## Constitution du terme
En droit, la définition exacte de l'apologie du terrorisme est délicate. Certains spécialistes du droit, comme le Conseil national des droits de l'homme du Maroc, ou Amnesty International, estiment que ce terme devrait mieux être défini afin d'éviter l'application de lois liberticides. En France, l'apologie apparait dans le code pénal entre 1893 et 1894 lors du vote des « lois scélérates » qui réprime les « anarchistes » dans un contexte d'attentats politiques, .

## Droit par pays

### Au Canada
En droit pénal canadien, l'apologie du terrorisme se limite au « fait de préconiser ou de fomenter la perpétration d'infractions de terrorisme », afin de ne pas limiter excessivement la liberté d'expression. Le texte de l'infraction est prévu à l'article 83.221 du Code criminel : « 83.221 (1) Est coupable d’un acte criminel et passible d’un emprisonnement maximal de cinq ans, quiconque conseille à une autre personne de commettre une infraction de terrorisme sans préciser laquelle ». L'alinéa 2 de cette disposition prévoit qu'« il n’est pas nécessaire que l’infraction de terrorisme soit commise par la personne qui a été conseillée ».

### En France
En France, la loi  réprime l'incitation comme l'apologie du terrorisme qui sont poursuivies sur le fondement de l'article 421-2-1 du code pénal:
« Le fait de provoquer directement à des actes de terrorisme ou de faire publiquement l'apologie de ces actes est puni de cinq ans d'emprisonnement et de 75 000 € d'amende.

Les peines sont portées à sept ans d'emprisonnement et à 100 000 € d'amende lorsque les faits ont été commis en utilisant un service de communication au public en ligne.
Lorsque les faits sont commis par la voie de la presse écrite ou audiovisuelle ou de la communication au public en ligne, les dispositions particulières des lois qui régissent ces matières sont applicables en ce qui concerne la détermination des personnes responsables.
NOTA:
Selon la réserve énoncée par le Conseil constitutionnel dans sa décision n° 2020-845 QPC du 19 juin 2020, les mots ou de faire publiquement l’apologie de ces actes figurant au premier alinéa de l’article 421-2-5 du code pénal, dans sa rédaction résultant de la loi n° 2014-1353 du 13 novembre 2014 renforçant les dispositions relatives à la lutte contre le terrorisme, ne sauraient, sans méconnaître la liberté d’expression et de communication, être interprétés comme réprimant un délit de recel d’apologie d’actes de terrorisme. »
— Code pénal - Article 421-2-5
La prévention d'apologie apparait en 1893 sans être définie dans la loi et c'est la jurisprudence qui l'a qualifiée de manière stable,. Le Conseil Constitutionnel la définit comme « le fait de décrire, présenter ou commenter une infraction en invitant à porter, sur elle, un jugement moral favorable ».

#### Délit de presse jusqu'en 2014
En France, l'apologie du terrorisme est un délit apparu dans la loi du 29 juillet 1881 sur la liberté de la presse initialement réprimé par son article 24 sous le régime relativement protecteur des délits de presse,,.

#### Délit de droit commun depuis 2014
La loi du 13 novembre 2014 renforçant les dispositions relatives à la lutte contre le terrorisme, dite « Loi Cazeneuve », supprime les contraintes procédurales de garantie de la liberté d'expression en le réprimant, avec le délit d'incitation, sous le régime du droit commun par l'article 421-2-5 du Code pénal,,,.

### En Belgique
Si le droit belge réprime l'incitation au terrorisme, la Cour constitutionnelle belge juge, dans un arrêt du 15 mars 2018, anticonstitutionnel le délit d'apologie du terrorisme en ce qu'il « n'est pas nécessaire dans une société démocratique et limite la liberté d'expression de manière disproportionnée »,.

### En Espagne
L'article 18.1 du  Code pénal espagnol criminalise la provocation à commettre toute infraction pénale et, par extension, l'apologie d'une infraction pénale. la loi organique no 7/2000 interdit explicitement, sous peine d'un à deux ans d'emprisonnement :
...la glorification ou la justification, par toute forme d'information ou de communication du public, des infractions visées aux articles 571 à 577 et de faire référence à l'appartenance aux organisations ou aux personnes ayant participé à leur perpétration, ou à la commission d'actes tendant à discréditer, rabaisser ou humilier les victimes d'infractions terroristes ou leurs familles...

### Au Royaume-Uni
La  loi sur le terrorisme de 2006  a créé le délit d'incitation au terrorisme, qui interdit « une déclaration susceptible d'être comprise par certains ou la totalité des membres du public auquel elle est adressée comme un encouragement direct ou indirect ou une autre incitation à la commission, à la préparation ou à l'instigation d'actes de terrorisme ou de la commission d'infractions liées ». Les déclarations d'encouragement indirect comprennent « toute déclaration qui glorifie la commission ou la préparation (que ce soit dans le passé, dans le futur ou de manière générale) de tels actes ou délits ». Toutefois, ils ne sont incriminés que si l’orateur a l’intention d’inciter d’autres à commettre des infractions terroristes.

### Aux États-Unis
En raison du  premier amendement, l'incitation au terrorisme ou à d'autres formes de crime et de violence illégale est  une liberté d'expression  protégée par la Constitution, à moins qu'il ne puisse être prouvé que le discours « vise à inciter ou à produire une action illégale imminente » et « est susceptible d'inciter ou de produire une telle action». Cependant, dans  l'affaire Holder c. Humanitarian Law Project de 2010, la Cour suprême a jugé qu'« une interdiction pénale de plaidoyer menée en coordination avec ou sous la direction d'une organisation terroriste étrangère est constitutionnellement autorisée ». En effet, de telles déclarations constituent  un soutien matériel au terrorisme. Certains accusés, dont Javed Iqbal, qui a aidé la chaîne de télévision du Hezbollah Al-Manar à diffuser des émissions, ont été reconnus coupables de soutien matériel au terrorisme en vertu de la loi américaine.

### En Israël
Barak-Erez et Scharia identifient Israël comme appartenant à la tradition européenne, en partie à cause des origines de son système juridique dans  le droit britannique.

L' ordonnance sur la prévention du terrorisme, promulguée en 1948, reste en vigueur et a été pendant de nombreuses années la principale disposition criminalisant l'incitation au terrorisme. Cette ordonnance habilite le gouvernement à désigner des organisations terroristes et criminalise le fait d'être membre ou de soutenir un tel groupe. L'article 4 de l'ordonnance précise que :
Une personne qui – (a) publie, par écrit ou oralement, des paroles d’éloge, de sympathie ou d’encouragement pour des actes de violence visant à causer la mort ou des blessures à une personne ou pour des menaces de tels actes de violence ;  ou (b) publie, par écrit ou oralement, des paroles d'éloge ou de sympathie ou un appel à l'aide ou au soutien d'une organisation terroriste. . . (g) commet un acte qui exprime son identification à une organisation terroriste ou sa sympathie à son égard, en agitant un drapeau, en affichant un symbole ou un slogan ou en récitant un hymne ou un slogan ou tout autre acte manifeste similaire révélant clairement son identification ou sa sympathie en public placer ou de manière que les personnes présentes dans un lieu public puissent voir ou entendre une telle expression d'identification ou de sympathie ;  sera coupable d'une infraction et sera passible, sur déclaration de culpabilité, d'un emprisonnement n'excédant pas trois ans ou d'une amende n'excédant pas mille livres ou de ces deux peines. 
Dans  l'affaire Jabareen c. État d'Israël, la  Cour suprême d'Israël  a estimé que l'ordonnance sur la prévention du terrorisme s'appliquait uniquement aux organisations terroristes désignées plutôt qu'à la promotion d'actes de violence de manière plus générale. À la suite de cette affaire, la Knesset a remplacé l'article 4 par un nouvel article, 144D2, qui étend l'interdiction à l'incitation à des actions terroristes non liées aux organisations terroristes.

### Note
1. ↑  Joseph Breham, « L'incitation aux actes de terrorisme », sur memoireonline.com, Mémoire Online (consulté le 25 janvier 2015)